# Xargs
xargs ("extended arguments") ist ein Unix-Programm, das auf den meisten unixoiden Systemen, inklusive FreeBSD, Linux, Solaris und ReactOS verfügbar ist. Es wird genutzt, um die Standardeingabe in Befehlszeilen umzuwandeln. xargs erschien zum ersten Mal in PWB/UNIX.

## Funktionsweise
xargs nimmt über die Standardeingabe (meist über Pipes) Text entgegen. Dieser wird dem angegebenen Argument als Kommandozeilenargument mitgegeben.
Oft genutzt wird xargs mit find:
```
$ find /proj -name core | xargs rm
```

Dieser Befehl entfernt alle Dateien mit dem Namen core aus dem Verzeichnisbaum /proj.
find allein würde dabei z. B. dies ausgeben:
```
$ find /proj -name core
/proj/A/core
/proj/B/core
```

xargs wandelt dies in den Aufruf
```
$ rm /proj/A/core /proj/B/core
```

um. Da unter vielen Betriebssystemen die Anzahl der Kommandozeilenargumente nicht beliebig groß werden darf, teilt xargs bei Bedarf zu viele Argumente in mehrere Aufrufe auf.